# Abraham Benisch
Abraham Benisch (1811, Strážov, Rakousko-Uhersko – 31. července 1878, Hornsey Londýn, Anglie) byl hebraista a novinář. Studoval medicínu, ale studia nedokončil. Roku 1841 se přestěhoval do Anglie. V roce 1854 se stal editorem židovských novin The Jewish Chronicle. Publikoval několik děl o hebrejské literatuře.

## Dílo
- Two Lectures on the Life and Writings of Maimonides, 1847.
- A translation of the Old Testament, published with the Hebrew Text, in 1851,
- Pentateuch and Haphtaroth, in Hebrew and newly translated into English (Rodelheim, 1864): vol. 1, Genesis-Leviticus; vol. 2, Numbers-Deuteronomy.
- An Essay on Colenso's Criticism of the Pentateuch and Joshua, 1863.
- Judaism surveyed; being a Sketch of the Rise and Development of Judaism from Moses to our days, St. George's Hall, London (1874).[1]

Abraham Benisch publikoval také v Elementary Hebrew Grammar (1852) a Manual of Scripture History (1863).